# Peter Jaffe
James Peter Jaffe (Richmond, 22 de noviembre de 1913-Orange, Estados Unidos, 20 de agosto de 1982) fue un deportista británico que compitió en vela en la clase Star. Participó en los Juegos Olímpicos de Los Ángeles 1932, obteniendo una medalla de plata en la clase Star.

## Palmarés internacional
| Juegos Olímpicos | Juegos Olímpicos             | Juegos Olímpicos | Juegos Olímpicos |
| Año              | Lugar                        | Medalla          | Clase            |
| ---------------- | ---------------------------- | ---------------- | ---------------- |
| 1932             | Los Ángeles (Estados Unidos) | Medalla de plata | Star             |